# فرودگاه میلکوف
فرودگاه میلکوف (به روسی: Аэропорт Мильково) فرودگاهی عمومی واقع در میلکوفو (کرای کامچاتکا) در کشور روسیه است.